# Xybots
Xybots est un jeu de tir à la troisième personne développé en 1987 par Atari Games.

## Système de jeu
Sur un thème de science-fiction, le jeu offre à un ou deux joueurs la possibilité d'explorer des labyrinthes en trois dimensions. Le point de vue du joueur est contrôlé grâce à un joystick et la moitié supérieure de l'écran est dédiée à la carte et aux informations. Les joueurs ont une jauge d'énergie qui se vide en continu. Ils peuvent récupérer des pièces de monnaie et des clés pour passages secrets. Un bonus est offert au premier à avoir atteint la sortie.